# 8230 Perona
8230 Perona è un asteroide della fascia principale. Scoperto nel 1997, presenta un'orbita caratterizzata da un semiasse maggiore pari a 2,2358104 UA e da un'eccentricità di 0,2318554, inclinata di 2,50896° rispetto all'eclittica.